# Брус Вилис
Волтер Брус Вилис (енгл. Walter Bruce Willis; Идар-Оберштајн, 19. март 1955) амерички је глумац. Постао је познат по улози у серији Случајни партнери, где је тумачио главну мушку улогу уз Сибил Шеперд. Запамћен је по улогама у филмовима Дванаест мајмуна, Умри мушки, Умри мушки 2, Умри мушки 3 и Умри мушки 4, а био је и специјални гост у ТВ серији Пријатељи и Веселе седамдесете.
Крајем марта 2022. године је објавио да се повлачи из глуме и да ће се посветити борби против болести афазија, од које болује.

## Младост и образовање
Волтер Брус Вилис рођен је 19. марта 1955. године, у граду Идар-Оберштајн у Западној Немачкој. Његов отац, Дејвид Вилис, био је амерички војник. Његова мајка, Марлен, била је Немица, рођена у Каселу. Брус је најстарији од четворо деце, од сестре Флоренс и два брата, Роберта (умро) и Дејвида.
Након отпуштања из војске 1957., Брусов отац одвео је своју породицу у Карнис Појнт у Њу Џерзију. Брус је описао себе као да потиче из "дуге линије људи са плавим крагнама". Мајка му је радила у банци, а отац је био варилац, главни механичар и фабрички радник. Брус је похађао средњу школу Пенс Гроув у свом родном граду, где се сусрео са проблемима због муцања. Његови школски другови су га звали "Бак-Бак". Брус се придружио драмском клубу у средњој школи, а глума на позорници смањила је муцање. На крају је постављен за председника савета студената. Похађао је факултет на Државном универзитету Монтклер.
Након што је 1973. године завршио средњу школу, Брус се запослио као чувар у Салемовој нуклеарној електрани и превозио радне посаде у фабрику ДуПонт Чамберс Воркс у Дипвотеру, Љу Џерзи. Након што је радио као приватни истражитељ (улога коју ће играти у телевизијској серији Случајни партнери и филму Последњи скаут (1991)), Брус се окренуо глуми. Уписао се на Драмски програм на Државном универзитету у Монтклеру, где је глумио у разредној продукцији Мачка на усијаном лименом крову. Брус је напустио школу и 1977. године се преселио у Њујорк, где је почетком 1980-их година радио као бармен у уметничком бару Камиказе. У то време живео је у Хелс Кичену на Менхетну. Појавио се 1982. године као статиста у завршној сцени у филму Пресуда, у ком је главну улогу глумио Пол Њумен.

## Каријера

### 1980-те
Вилис је напустио Њујорк и преселио се у Калифорнију. У 1984. години појавио се у епизоди телевизијске серије Пороци Мајамија.
У 1985. године био је гостујући глумац у првој епизоди римејка серије Зона сумрака. Победио је на аудицији за улогу Дејвида Адисона млађег у телевизијској серији Случајни партнери (1985–1989), надмећући се са 3000 других глумаца за ту улогу.
Добијена улога у серији, у којој му је партнер била Сибил Шеперд, помогла му је да се уздигне као комични глумац, а серија је трајала пет сезона и донела му је Еми награду за најбољег главног глумца у драмској серији и Златни глобус за најбољег главног глумца у ТВ серији (мјузикл или комедија). У јеку успеха емисије, произвођач пића Сигрем је ангажовао Вилиса за рекламу за своју Голден Вајн Кулер линију пића. За рекламирање су платили звезди у успону између 5–7 милиона долара за две године сарадње. Упркос томе, Вилис је одлучио да не продужи уговор са компанијом када је 1988. године одлучио да престане да пије алкохол.
Вилис је остварио своју прву главну улогу у играном филму Блејка Едвардса Састанак са непознатом, са Ким Бејсингер и Џоном Ларокетом. Едвардс му је опет дао главну улогу у филму Залазак сунца (1988). Међутим, његова тада неочекивана улога у филму Умри мушки (1988) као Џона Меклејна донела му је статус филмске звезде и акционог хероја. У филму је извео већину сцена без каскадера, а филм је зарадио 138,708,852 долара широм света.
Након успеха са филмом Умри мушки, играо је главну улогу у драми Ветерани као вијетнамски ветеран Емет Смит а такође је дао и глас за бебу која говори у филму Гле ко то говори, и наставку Гле ко то говори 2.
Крајем осамдесетих, Вилис је остварио умерени успех као музичар, снимајући албум поп-блуза под називом The Return of Bruno, на којем је био и хит сингл „Respect Yourself”.

### 1990-те
Стекао је велики лични успех и утицај у поп култури играјући Џона Меклејна у филму Умри мушки, Вилис је добио улогу у наставцима Умри мушки 2 (1990) и Умри мушки са осветом (1995). Ове прва три филма у франшизи Умри мушки зарадила су преко 700 милиона америчких долара и ставила су Вилиса у први ред холивудских акционих звезда.
Почетком 1990-их, Вилисова каријера претрпела је умерени пад, пошто је глумио у филмске неуспехе као што је  Ватромет таштине (1990). Постигао је нешто више успеха са филмом Смртоносна раздаљина (1993) али је поново доживео неуспех са филмом Боја ноћи (1994): још један неуспех на благајнама, критичари су га лоше оценили, али добро је прошао на домаћем видео тржишту и постао је један од најбољих 20 филмова са највише изнајмљивања у Сједињеним Државама 1995. године.
Године 1994. имао је споредну улогу као Буч Кулиџ у Тарантиновом хит филму Петпарачке приче, што је дало нови подстицај његовој каријери. 1996. године био је извршни продуцент и звезда цртаног филма Bruno the Kid у ком је посредством CGI графике глумио себе. Исте године глумио је у анимираном филму Бивис и Батхед освајају Америку са својом тадашњом супругом Деми Мур. У филму глуми пијаног криминалца званог "Muddy Grimes", који грешком шаље судијске титуларне ликове да убију његову жену Далас (глас Мур). Потом је играо главне улоге у филмовима Дванаест мајмуна (1995) и Пети елемент (1997). Међутим, крајем деведесетих његова каријера доживела је још један пад са критички неуспелим филмовима попут Шакала, Излазак Меркура и Доручак шампиона, доживевши успех једино у Бејовом филму  Армагедон који је био филм са највећом зараде у 1998. години у свету. Исте године његов глас и лик представљени су у Плејстејшновој видео игри Apocalypse. У 1999. години Вилис је играо главну улогу у Шамалановом филму, Шесто чуло, који је био и комерцијални и критички успешан.

### 2000-те
У 2000. години Вилис је добио Еми за своје гостовање у серији Пријатељи (у којој је глумио оца много млађе девојке Роса Гелера). Такође је 2001. године био номинован за Оскара за своју гостујућу улогу у Пријатељима. Вилис је у 2000. години глумио Џимија "Лалу" у филму Убица меког срца заједно са Метјуом Перијем. Вилис је требало да глуми Терија Бенедикта у филму Играј своју игру (2001) али је одустао због рада на снимању албума. У наставку Играј своју игру 2 (2004), појављује се у камео улози. У 2005. години појавио се у филмској адаптацији  Град гријеха. У 2007. години, глумио је у филму Грајндхаус у улози негативца поручника Малдуна. Ово је обележило Вилисову другу сарадњу са редитељем Робертом Родригезом након  Града гријеха.
Вилис се током каријере неколико пута појавио у  Касном ноћном шоу са Дејвидом Летерманом. Одменио је Дејвида Лестермана у улози водитеља у његовој емисији 26. фебруара 2003., када је требало да буде гост. На многим својим наступима у шоу, Вилис је приређивао шале, попут ношења дневног наранџастог одела у част капије Централног парка, маскирања лица да изгледа прекривено ожиљцима након несреће у лову америчког потпредседника Дика Чејнија, или покушавајући да обори рекорд (пародија на Дејвида Блејна) у роњењу под водом од само двадесет секунди.
Дана 12. априла 2007. године појавио се поново, овај пут са периком Сањаје Малакар. Дана 25. јуна 2007. године, носио је мини турбан на глави како би испратио шалу о сопственом фиктивном документарцу под називом An Unappealing Hunch (игра речи на тему An Inconvenient Truth). Вилис се појавио и у јапанским рекламама за аутомобил Субару Легаси. У вези с тим, Субару је покренуо лимитирану серију модела Легаси, под називом "Subaru Legacy Touring Bruce", у част Вилиса.
Вилис је глумио у пет филмова са Самјуелом Л. Џексоном (Бесмртно оружје 1, Петпарачке приче, Умри мушки са осветом, Несаломиви и Glass) и оба глумца су планирана да глуме у филму Black Water Transit, али су одустали. Виллис је такође сарађивао са најстаријом ћерком, Румер, у филму Талац из 2005. године. У 2007. години глумио је у трилеру Савршени странац заједно са Хали Бери, филму Алфа мужјак са Шерон Стоун, и поновио улогу Џона Меклејна у филму Умри мушки 4. Након тога појавио се у филмовима Шта се управо догодило? и Сурогати базираном на истоименом стрипу.
Вилис ће глумити америчког генерала Вилијама Р. Пирса у Стоуновом филму Pinkville, драми о истрази масакра у Ми Лају 1968. године. Међутим, због штрајка америчких писаца из 2007. године, филм је отказан. Вилис је учествовао на албуму Blues Traveler-а Пуцњава у Северном Холивуду, дајући уводну реч преко инструменталног блуз рок џема на нумери "Free Willis". Почетком 2009. године појавио се у рекламној кампањи ради објављивања промене имена осигуравајуће компаније Норвич унион у Авива.

### 2010-те
Вилис је глумио са Трејсијем Морганом у комедији Два пандура, коју је режирао Кевин Смит, где глуме два полицијска детектива који истражују крађу бејзбол картице. Филм је објављен у фебруару 2010. године. Вилис се појавио у музичком споту за песму "Stylo" бенда Gorillaz. Такође у 2010. години, појавио се у камео улози са са бившим сувласницима Планет Холивуда и акционим звездама '80-их Силвестером Сталонеом и Арнолдом Шварценегером у филму  Плаћеници. Вилис је играо улогу генеричког ћелавог мушкарца "Господина Черча". Ово је први пут да су се ова три угледна глумца акционог филма заједно појавила на екрану. Иако је сцена била кратка, то је била једна од најишчекиванијих сцена у филму. Трио је снимао своју сцену у празној цркви 24. октобра 2009. године. Вилис је потом глумио у филму  Ред, адаптације истоимене мини-серије стрипова, у којем је играо улогу Френка Мозиса. Филм је премијерно приказан 15. октобра 2010. године.
Вилис је глумио заједно са Билом Маријем, Едвардом Нортоном и Франсес Макдормандовом у филму Краљевство излазећег месеца (2012). Филм је сниман у Роуд Ајланду под режијом Веса Андерсона, 2011. године. Вилис се вратио у значајнијој улози у филму Плаћеници 2 (2012). Глумио је заједно са Џозефом Гордон-Левитом у научно-фантастичном акционом филму Убица из будућности (2012), старију верзију лика Џоа, док је Гордон-Левит глумио млађу верзију.
Вилис је заједно са Фифти Сентом глумио у филму режисера Дејвида Барета Ватра са ватром, поред њих су глумили и Џош Думел и Росарио Досон. Вилис је такође глумио заједно са Винси Воном и Кетрин Зитом-Џоунс у филму Уложи на фаворита, режисера Стивена Фрирса, о конобару из Лас Вегаса који постаје елитни професионални коцкар. Ова два филма је дистрибуирала компанија Лајонсгејт.
Вилис је пети пут поновио своју најпознатију улогу, Џона Меклејна, глумећи у филму Умри мушки 5, који је премијерно приказан 14. фебруара 2013. године. У интервјуу, Вилис је изјавио: "Имам топло место у срцу за Умри мушки ..... то је само нова ствар да могу играти истог лика преко 25 година и да још увек будем забаван. Много је изазовније то што морам поново да снимим филм и покушам да се надмећем са собом, што ја радим у франшизи Умри мушки. Трудим се да сваки пут побољшам свој посао. "
Вилис је 12. октобра 2013. године био домаћин емисије Уживо суботом увече са Кејти Пери као музичким гостом.
Вилис ће се појавити филмској адаптацији видео игре Kane & Lynch: Dead Men, под именом Kane & Lynch.
У 2015. години Вилис је дебитовао у Бродвејском театру у Голдмановој адаптацији новеле Стивена Кинга Misery заједно са Лори Мекалф.
Филмови у којима глуми Вилис зарадили су бруто између 2,64 милијарде и 3,05 милијарди долара на благајнама у Северној Америци, што га је 2010. године поставило на осмом месту глумаца са највећим успехом у главној улози и на 12. место са споредним улогама. Два пута је освојио награду Еми, два пута награду Златни глобус, а четири пута је био номинован за награду Сатурн.

## Пословне активности
Вилис има куће у Лос Анђелесу и Пенс Гроуву. Такође је закупио апартмане у Трамп тауеру и у Риверсајд сауту на Менхетну.
У 2000. години Вилис и његов пословни партнер Арнолд Рифкин покренули су компанију за снимање филмова под називом Cheyenne Enterprises. Напустио је компанију којом ће само Рифкин управљати 2007. године након филма Умри мушки 4. Такође је власник неколико малих предузећа у Хејлију, укључујући The Mint Bar и The Liberty Theater и суоснивач је Планет Холивуда са глумцима Арнолдом Шварценегером и Силвестером Сталонеом.
Вилис је 2009. године потписао уговор да постане заштитно лице Собиески водке у замену за 3.3% власништва у компанији.

## Приватни живот
Вилисови глумачки узори су Гари Купер, Роберт де Ниро, Стив Маквин и Џон Вејн.
Вилис тренутно живи у Брентвуду (Лос Анђелес).

### Брачне везе и деца
На премијери филма Stakeout, Вилис се упознао са глумицом Деми Мур. Венчали су се 21. новембра 1987. и добили су три ћерке: Румер (рођена 16. августа 1988.), Скаут (рођена 20. јула 1991), и Талула (рођена 3. фебруара 1994). Вилис и Мур објавили су да су се раставили 24. јуна 1998. Захтев за развод поднели су 18. октобра 2000. године а истог дана развод је окончан. Што се тиче развода, Вилис је изјавио: „осећао сам се као да сам пропао као отац и муж јер нисам успео да ту улогу одиграм до краја“. Захвалио се глумцу Вилу Смиту што му је помогао да се избори са ситуацијом. Вилис је одржаваоблиску везу и са Муровом и са њеним трећим мужем, глумцем Ештоном Кучером, и присуствовао је њиховом венчању.
Вилис је био верен са глумицом Брук Бернс али су 2004. године раскинули након десет месеци везе. Једно време је излазио са глумицом Тамаром Фелдман, пошто су се срели током снимања филма Савршени странац. Оженио се манекенком Емом Хеминг на острвима Теркс и Кејкос 21. марта 2009, међу званицама су биле његове три кћери, Деми Мур и Ештон Кучер. Церемонија није била правно обавезујућа, па се пар поново венчао на цивилној церемонији на Беверли Хилсу, шест дана касније. Пар има две ћерке, рођене у априлу 2012. године и мају 2014. године..

### Религијски погледи
Вилис је био лутеранац у неким тренуцима, али дуго није био на мисама. У интервјуу за магазин Џорџ у јулу 1998. године, он је изјавио:
 По мом мишљењу, организоване религије уопште умиру. Све су биле врло важне када нисмо знали зашто се сунце померило, зашто се време променило, зашто су се појавили урагани или вулкани. Модерна религија крајњи је траг модерне митологије. Али постоје људи који Библију тумаче буквално. Буквално! Одлучим да не верујем да је то начин. И то је оно што Америку чини кул, знаш?

### Политичко гледиште
У 1988. години, Вилис и његова тадашња супруга Деми Мур подржали су кандидатуру за председника демократске владе Масачусетса Мајкла Дукакиса. Четири године касније, подржао је председника Џорџа Х. В. Буша током избора за нови мандат и био је отворени критичар Била Клинтона. Међутим, 1996. одбио је да подржи Клинтоновог републиканског противника Боба Дола, јер је Дол критиковао Деми Мур због њене улоге у филму Стриптиз. Вилис је био позвани говорник на Републичкој националној конвенцији 2000. године, и подржао је Џорџа В. Буша у тој години. У председничкој кампањи 2008. године није дао никакве прилоге нити јавне подршке У неколико интервјуа у јуну 2007. године изјавио је да подржава неке републиканске идеологије.
У 2006. години изјавио је да би Сједињене Државе требале више интервенисати у Колумбији, како би окончале трговину дрогом. У неколико интервјуа Вилис је изјавио да подржава велике плате за наставнике и полицајце и рекао да је разочаран системом хранитељства у Сједињеним Државама, као и поступањем са индијанцима. Вилис је такође изјавио да је заговорник права на оружје, наводећи: "Свако има право на ношење оружја. Ако оружје одузмете од легалних власника оружја, једини људи који ће имати оружје су негативци."
У фебруару 2006. Вилис је био на Менхетну како би пред новинарима промовисао свој филм 16 блокова. Један новинар покушао је да пита Вилиса о његовом мишљењу о тренутној влади, али Вилис га је прекинуо: "Мука ми је од одговора на ово јебено питање. Ја сам републиканац само што се тиче мање владе, желим мање упада у владу. Желим да престану срати мој новац и ваш новац и порез од 50 посто који им дајемо сваке године. Желим да буду фискално одговорни ти проклети лобисти из Вашингтона. Нек ураде то и ја ћу рећи да сам републиканац. Мрзим владу, у реду? Аполитичан сам. Запиши то. Нисам републиканац. "
Вилисово име појавило се 17. августа 2006. године у Лос Анђелес тајмсу, у којем је осудио Хамас и Хезболах и подржао Израел у рату Израела и Либана 2006. године.

## Војни интереси
Током своје филмске каријере Вилис је глумио неколико војних ликова у филмовима попут Ветерани,  Опсада, Хартов рат, Јецаји сунца, Гриндхаус, and Џи Ај Џо 2: Освета. Одрастајући у војној породици, Вилис је јавно продавао колаче Гирл Скаут за оружане снаге Сједињених Држава. У 2002. години Вилисова тада осмогодишња ћерка Талула сугерисала је да купи колаче Гирл Скаут како би их послали трупама. Вилис је купио 12.000 кутија са колачићима и расподелио их је морнарима на броду УСС Џон Ф. Кенеди и другим трупама стационираним широм Блиског истока у том периоду.
 У 2003. години, Вилис је посетио Ирак у оквиру турнеје УСО-а, певајући трупама са својим бендом "The Accelerators". Вилис је размишљао да се придружи војсци како би помогао у борби против Ирака, али одустао је због својих година. Веровало се да је понудио милион долара било којем неборцу који ода информације о терористичким вођама Осами бин Ладену, Ајману ел Завахрију или Абуу Мусабу ел Заркавију, у јунском издању "Vanity Fair"-а, међутим, појаснио је да је изјава дата хипотетички и да није требало да се схвати дословно. Вилис је такође критиковао медије због тога што су извештавали о рату, жалећи се да се штампа више усмерава на негативне аспекте рата:
Отишао сам у Ирак, јер оно што сам видео кад сам био тамо, војници - углавном деца - помажу људима у Ираку, помажу у враћању струје, помажу отварању болница, помажу да се вода поново укључи, а ви ништа од тога не чујете у вестима. Чујете, „Х број људи данас је убијен“, што мислим да чини велику штету. То је попут пљувања на ове младиће и жене који се тамо боре да помогну овој земљи.

## У популарној култури
У 1996. години, Роџер Директор, писац и продуцент серије Случајни партнери, написао је роман о Вилису под називом A Place to Fall. Сибил Шеперд је написала у својој аутобиографији Cybill Disobedience у 2000. години да се Вилис наљутио на Директора када је прочитао књигу и открио да је лик написан као "неуротични и одлучни глумац".
У 1998. години, Вилис се појавио у видео игри Apocalypse. Првобитно је најављено да ће се Вилис у игри појавити као споредни лик, а не главни јунак. Компанија је прерадила игру да би искористила Вилисов лик и глас за главног јунака.
Појавио се у 2019. години у филму Лего филм 2, где је дао глас лего верзији Бруса Вилиса.

## Филмографија
| Улоге Бруса Вилиса |                                     |               |                           |          |
| Година             | Српски назив                        | Изворни назив | Улога                     | Напомена |
| 1979.              | Убица са бушилицом                  |               |                           |          |
| 1980.              | Први смртни грех                    |               |                           |          |
| 1982.              | Пресуда                             |               |                           |          |
| 1985.              | Долази гуру                         |               |                           |          |
| 1987.              | Састанак са непознатом              |               |                           |          |
| 1988.              | Брунов повратак                     |               |                           |          |
| 1988.              | Залазак сунца                       |               |                           |          |
| 1988.              | Умри мушки                          |               | Џон Меклејн               |          |
| 1989.              | То је одговарајуће                  |               | Брус Вилис                |          |
| 1989.              | Ветерани                            |               |                           |          |
| 1989.              | Гле ко то говори                    |               |                           |          |
| 1990.              | Умри мушки 2                        |               | Џон Меклејн               |          |
| 1990.              | Гле ко то говори 2                  |               |                           |          |
| 1990.              | Ватромет таштине                    |               |                           |          |
| 1991.              | Смртне мисли                        |               |                           |          |
| 1991.              | Хадсон Хоук                         |               |                           |          |
| 1991.              | Били Батгејт                        |               |                           |          |
| 1991.              | Последњи скаут                      |               |                           |          |
| 1992.              | Играч                               |               | Брус Вилис                |          |
| 1992.              | Смрт јој добро пристаје             |               |                           |          |
| 1993.              | Бесмртно оружје 1                   |               |                           |          |
| 1993.              | Смртоносна раздаљина                |               |                           |          |
| 1994.              | Господин Норт                       |               |                           |          |
| 1994.              | Боја ноћи                           |               |                           |          |
| 1994.              | Петпарачке приче                    |               |                           |          |
| 1994.              | Ничија будала                       |               |                           |          |
| 1995.              | Умри мушки са осветом               |               | Џон Меклејн               |          |
| 1995.              | Ненормално                          |               |                           |          |
| 1995.              | Четири собе                         |               |                           |          |
| 1995.              | Дванаест мајмуна                    |               |                           |          |
| 1996.              | Последњи осветник                   |               |                           |          |
| 1996.              | Бивис и Батхед освајају Америку     |               |                           |          |
| 1997.              | Пети елемент                        |               |                           |          |
| 1997.              | Шакал                               |               |                           |          |
| 1998.              | Излазак Меркура                     |               |                           |          |
| 1998.              | Армагедон                           |               | Хари Стампер              |          |
| 1998.              | Опсада                              |               |                           |          |
| 1999.              | Френки иде у Холивуд                |               | Брус Вилис                |          |
| 1999.              | Доручак шампиона                    |               |                           |          |
| 1999.              | Шесто чуло                          |               |                           |          |
| 1999.              | Прича о нама                        |               |                           |          |
| 2000.              | Убица меког срца                    |               |                           |          |
| 2000.              | Дечак                               |               |                           |          |
| 2000.              | Несаломиви                          |               |                           |          |
| 2001.              | Бандити                             |               |                           |          |
| 2002.              | Хартов рат                          |               |                           |          |
| 2002.              | Велики шампион                      |               |                           |          |
| 2003.              | Јецаји сунца                        |               |                           |          |
| 2003.              | Клинци у дивљини                    |               |                           |          |
| 2004.              | Чарлијеви анђели: Гас до даске      |               |                           |          |
| 2004.              | Повратак убице меког срца           |               |                           |          |
| 2004.              | Поново у игри                       |               | Брус Вилис                |          |
| 2005.              | Талац                               |               |                           |          |
| 2005.              | Град греха                          |               |                           |          |
| 2005.              | Срећни број Слевин                  |               |                           |          |
| 2006.              | Алфа мужјак                         |               |                           |          |
| 2006.              | Преко ограде                        |               |                           |          |
| 2006.              | 16 блокова                          |               |                           |          |
| 2006.              | Нација брзе хране                   |               |                           |          |
| 2007.              | Умри мушки 4                        |               | Џон Меклејн               |          |
| 2007.              | Ненси Дру                           |               | Брус Вилис                |          |
| 2007.              | Грајндхаус: Планета терора          |               | поручник Малдун           |          |
| 2007.              | Фармер космонаут                    |               |                           |          |
| 2007.              | Савршени странац                    |               |                           |          |
| 2008.              | Шта се управо догодило?             |               | Брус Вилис                |          |
| 2008.              | Атентат на председника средње школе |               | директор школе Киркпатрик |          |
| 2009.              | Сурогати                            |               | агент Том Грир            |          |
| 2010.              | Два пандура                         |               |                           |          |
| 2010.              | Плаћеници                           |               |                           |          |
| 2010.              | Ред                                 |               |                           |          |
| 2011.              | Намештаљка                          |               |                           |          |
| 2011.              | Калибар .44                         |               |                           |          |
| 2012.              | Уложи на фаворита                   |               |                           |          |
| 2012.              | Краљевство излазећег месеца         |               |                           |          |
| 2012.              | Плаћеници 2                         |               |                           |          |
| 2012.              | Ватра са ватром                     |               |                           |          |
| 2012.              | Хладна светлост дана                |               |                           |          |
| 2012.              | Лупер                               |               |                           |          |
| 2013.              | Џи Ај Џо: Одмазда                   |               | генерал Џозеф Колтон      |          |
| 2013.              | Умри мушки 5                        |               | Џон Меклејн               |          |
| 2014.              | Принц                               |               | Омар                      |          |
| 2017.              | Прво убиство                        |               | Марвин Хауел              |          |
| 2019.              | Лего филм 2                         |               | самог себе                |          |

### Познати глумци са којим је сарађивао
- Џон Траволта (Гле ко то говори, Гле ко то говори 2, Петпарачке приче)
- Том Хенкс (Ватромет таштине)
- Морган Фриман (Ватромет таштине, Срећни број Слевин)
- Деми Мур (Смртне мисли)
- Дастин Хофман (Били Батгејт)
- Никол Кидман (Били Батгејт)
- Хали Бери (Последњи скаут, Савршени странац)
- Тим Робинс (Играч)
- Самјуел Л. Џексон (Петпарачке приче, Умри мушки са осветом, Несаломиви)
- Мадона (Четири собе)
- Антонио Бандерас (Четири собе)
- Мила Јововић (Пети елемент)
- Ричард Гир (Шакал)
- Дензел Вошингтон (Опсада)
- Мишел Фајфер (Прича о нама)
- Моника Белучи (Јецаји сунца)
- Џесика Алба (Град греха)
- Шерон Стоун (Алфа мужјак)

## Дискографија

### Соло албуми
- 1987: The Return of Bruno (Motown, OCLC 15508727)
- 1989: If It Don't Kill You, It Just Makes You Stronger (Motown/Pgd, OCLC 21322754)
- 2001: Classic Bruce Willis: The Universal Masters Collection (Polygram Int'l, OCLC 71124889)

### Компилације / гостујући наступи
- 1986: Moonlighting албум, песма "Good Lovin'"
- 1991: Hudson Hawk албум, песме "Swinging on a Star" и "Side by Side", оба дуета са Денијем Ајелом
- 2000: Убица меког срца музички албум, песма "Tenth Avenue Tango"
- 2003: Rugrats Go Wild албум, "Big Bad Cat" са Криси Хинде и "Lust for Life"
- 2008: North Hollywood Shootout, Blues Traveler, песма "Free Willis (Ruminations from Behind Uncle Bob's Machine Shop)"